# Gray's Anatomy

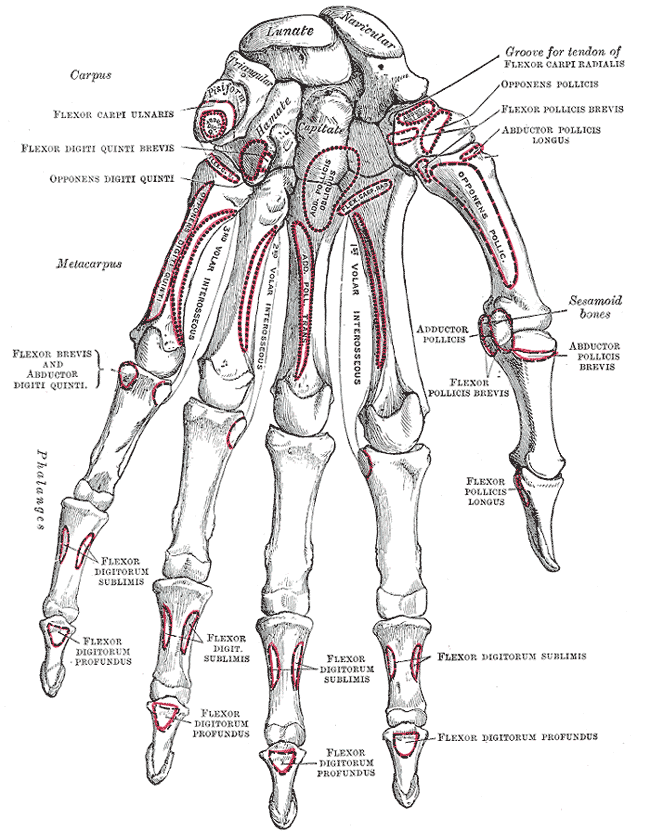
Uma ilustração da edição de 1918

Henry Gray's Anatomy of the Human Body,  geralmente referida como  Gray's Anatomy  ("Anatomia  de Gray"),  é uma obra de anatomia geralmente reconhecida como um clássico sobre anatomia humana. O livro foi primeiramente publicado com o título Gray's Anatomy: Descriptive and Surgical, na Grã-Bretanha, no ano de 1858. No ano seguinte foi publicado nos Estados Unidos da América. Seu autor morreu após a publicação da segunda edição do livro, em 1860, com 34 anos de idade. No entanto, a sua obra foi continuada por outros. Em 2008,  foi publicada a sua 40ª edição.

## Origens

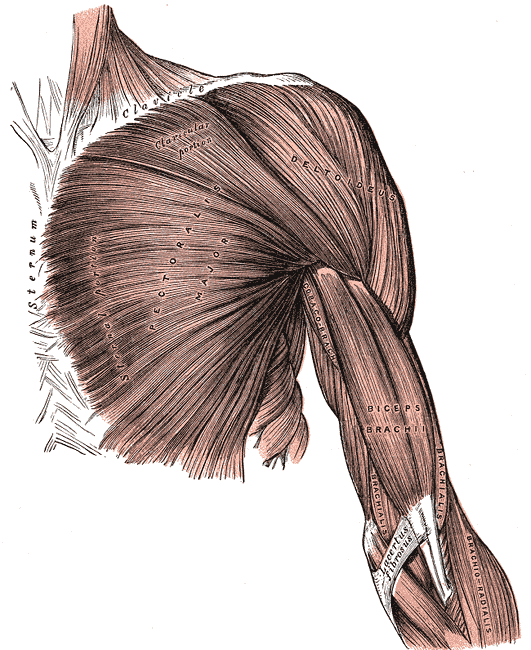
Uma ilustração da edição de 1918.

O anatomista inglês Henry Gray nasceu em 1825 ou em 1827. Ele estudou o desenvolvimento das glândulas endócrinas e da bexiga e em 1853 foi nomeado como professor de anatomia no St. George's Hospital Medical School em Londres. Em 1855 ele conheceu seu colega Dr. Henry Vandyke Carter com sua ideia de produzir um livro de anatomia para estudantes de medicina. Morreu jovem, em 1861, somente três anos após a descrição da sua "Anatomy Descriptive and Surgical" o qual gerações de estudantes de medicina renomearam como simplesmente "Gray's Anatomy".

## Edições britânicas e norte-americanas

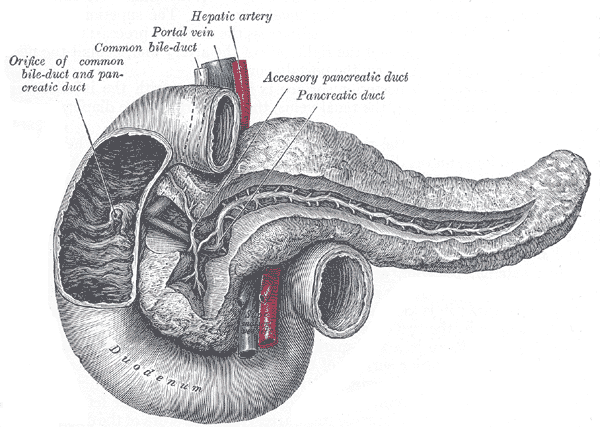
Uma ilustração da edição de 1918.

Entre 1860 e 1880 sete edições do livro foram publicadas na Grã-Bretanha, com a nona edição tendo sido publicada em 1880. Foi durante este período que o desenvolvimento do livro aparentemente estimulados pela primeira edição dedicada aos Estados Unidos, possivelmente em 1878 (detalhes sobre este fato são escassos e difíceis de encontrar). Enquanto o desenvolvimento da edição britânica do texto continuou (e novas edições britânicas continuaram a surgir), diferentes edições também foram publicadas nos Estados Unidos.

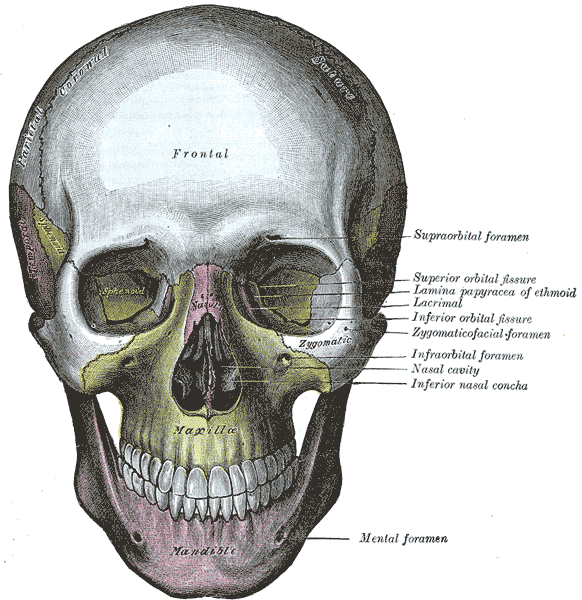
Ilustração da edição de 1918.

A edição dos Estados Unidos de 1878 parece ter começado uma numeração de edições do zero (apesar da versão britânica ter sido publicada primeiro). Esta "primeira" edição americana correspondia aproximadamente à oitava edição britânica, com edições posteriores com numeração consecutiva. Isso levou à existência de, por muitos anos, de duas edições diferentes de Gray's Anatomy: a estadunidense e a britânica. Este fato frequentemente causa desentendimentos e confusões, especialmente quando fazendo citações, ou quando se tenta adquirir uma certa edição.

## Edições disponíveis mais recentes
A última edição Gray's Anatomy é a 41ª edição, publicada em setembro de 2015. 
Edições mais novas de Gray's Anatomy (e ainda muitas das antigas) continuam (ainda) a ser considerados os livros mais abrangentes e detalhados no assunto. 